# Neptis batesii
Neptis batesii är en fjärilsart som beskrevs av Hall 1930. Neptis batesii ingår i släktet Neptis och familjen praktfjärilar. Inga underarter finns listade i Catalogue of Life.